# (3227) Hasegawa
(3227) Hasegawa (1928 DF) ist ein ungefähr acht Kilometer großer Asteroid des inneren Hauptgürtels, der am 24. Februar 1928 vom Astronomen Karl Wilhelm Reinmuth aus der Weimarer Republik an der Landessternwarte Heidelberg-Königstuhl auf dem Westgipfel des Königstuhls bei Heidelberg (IAU-Code 024) entdeckt wurde.

## Benennung
(3227) Hasegawa wurde nach dem japanischen Astronomen Ichiro Hasegawa (* 1928) benannt, der Herausgeber des Yamamoto Circulars war und für seine Forschungen zur Entstehung von Kometen und für die Berechnung ihrer Umlaufbahnen bekannt ist. Er ist Autor mehrerer Bücher, darunter einige über die Bestimmung von Umlaufbahnen. Er war Mentor des Astronomen Syuichi Nakano, nach dem der Asteroid (3431) Nakano benannt ist und der die Bahnparameter dieses Asteroiden berechnete.